# Sclerodoris prea
Sclerodoris prea is een slakkensoort uit de familie van de Discodorididae. De wetenschappelijke naam van de soort is voor het eerst geldig gepubliceerd in 1967 door Ev. Marcus & Er. Marcus.